# ウォールズ・オブ・ジェリコ (アルバム)
『ウォールズ・オブ・ジェリコ』（Walls Of Jericho）は、ドイツのヘヴィメタルバンド、ハロウィンが1985年12月に発表した初のフルレンス・アルバム、およびそのアルバムの1曲目に収録されている楽曲のタイトルである。オリジナル盤はノイズ・レコード、日本盤はビクターエンタテインメントから発売された。ジェリコの壁（エリコの壁）とは、旧約聖書『ヨシュア記』に言及される壁。
1994年10月21日に、LPジャケット・スペシャル・コレクション（紙ジャケット仕様）が発売された。
単体発売の他、本作とミニアルバム『Helloween』の楽曲、シングル『Judas』の表題曲をひとつにまとめ、『ハロウィン／ウォールズ・オブ・ジェリコ／ジューダス』(Helloween/Walls Of Jericho/Judas)として発売されたこともあった。これについても本項で述べる。

## 解説
- 前作『Helloween』はスラッシュメタル色が強かったが、本作では叙情的なメロディを強調したパワーメタルへと変化し、後にメロディック・パワー・メタルと呼ばれるサウンドを確立した。イギリスのバンド、マリスの『In The Beginnig』のプロダクションを真似しようとしたとマイケル・ヴァイカートはインタビューで答えている[6]。
- ドイツ国内での総売上は約11万枚を超え、セールス面でアクセプトと並ぶ（マイケル・ヴァイカート曰く「おそらくスコーピオンズと張り合う位」）程のヒットとなった[7]。
- ヴァイカートは、本作の製作に専念するために通信販売サービス（注文のあったレコードを棚から取り、それを送付担当者に渡す係）の仕事を辞めた。退職から数ヵ月後、ミニアルバム『Helloween』にサインをするために元の職場に出向いた[6]。
- ジャケットはハロウィンのマスコット「Fang Face」が戦いが行われている城を打ち砕いているイラストで、ヴァイカートが考えたものである。後にヴァイカートはこのFang Faceが、アイアン・メイデンの真似をしている（デザインがアイアン・メイデンのマスコットキャラであるエディと酷似している）という理由で嫌いになったため、本作以降登場していない。ただし、Fang Faceと同じく、マントを纏った人物（顔は描かれていない）は『守護神伝』シリーズや『The Time Of the Oath』等に登場している。なお、Fang Faceは後にハンセンが結成したバンドGamma Rayのアルバム（1995年発売の4th『Land of the Free』以降）で再登場し、現在に至るまで定着している。
- イギリスのロック専門誌『ケラング!』の編集者のサヴィアー・ラッセルは、とある日曜日の晩に彼を訪ねてきたメタリカのドラマーであるラーズ・ウルリッヒと一緒に、ウォッカを飲みながらスカッシュのラケットをギターに見立てて本作のプレイを真似したという[6]。

## 収録曲
1. ウォールズ・オブ・ジェリコ　Walls Of Jericho (0:48)
（作曲：Weikath / 編曲：Hansen）
『ロンドン橋落ちた』（原題：London Bridge is Falling Down）を元にしたオーケストラ風のインストゥルメンタル。そのまま次の曲へと繋ぐ。
2. ライド・ザ・スカイ　Ride The Sky (5:55)
（作詞・作曲：Hansen / 編曲：Helloween）
曲を作ったカイ・ハンセンにヴァイカートは「お前のこの曲のブリッジは、何で俺の作った『How Many Tears』と似ているんだ?」と尋ねたことがあった（非難するつもりではなかった）[6]。ハロウィンのライヴの他、カイが結成したガンマ・レイのライヴでも、現在まで頻繁に演奏されている。
3. レプタイル　Reptile (3:44)
（作詞・作曲：Weikath / 編曲：Helloween）
歌詞は突然変異で巨大化した爬虫類（レプタイル）によって人類が滅亡するという奇抜な内容。これは当時まだ問題が深刻化する前だったエイズをモチーフとしており、ヴァイカートは「自身が望んでいたロック史に残る名作にはなり損ねたが、今でも気に入っている」と評している[6]。
4. ガーディアンズ　Guardians (4:19)
（作詞・作曲：Weikath / 編曲：Helloween）
ヴァイカートはこの曲を気に入っており、本曲に見られる「海の囃子歌」風なメロディは、現在多くのドイツバンドが用いているとインタビューで話している[6]。日本では大阪近鉄バファローズのヒットテーマとして用いられた。
5. ファントムズ・オブ・デス　Phantoms of Death (6:34)
（作詞・作曲：Hansen）
6. メタル・インヴェイダーズ　Metal Invaders (4:10)
（作詞：Hansen/Weikath / 作曲：Hansen / 編曲：Helloween）
元々はコンピレーションアルバム『Death Metal』に収録されていた曲。リアレンジされ、パワーメタル色を強めた。
7. ゴーガー　Gorgar (3:55)
（作詞：Hansen / 作曲：Hansen/Weikath / 編曲：Helloween）
タイトルの「ゴーガー」とは1979年に登場したピンボールの機種名のこと。ピンボールに溺れるギャンブラーをドキュメント調で描いている。クラシック曲「山の魔王の宮殿にて」のフレーズを使用[8]。
8. ヘヴィ・メタル（イズ・ザ・ロー）　Heavy Metal (Is the Law) (4:00)
（作詞・作曲：Hansen/Weikath / 編曲：Helloween）
バースはカイが作り、残りの部分を全てヴァイカートが書いた[6]。この曲のみ、スタジオ音源ではなく、ライヴでの収録である。
9. ハウ・メニー・ティアーズ　How Many Tears (7:15)
（作詞・作曲：Weikath / 編曲：Helloween）
反戦をテーマに掲げた楽曲。元々ヴァイカートが書いていたバラードをハロウィン向けに手直しした曲で、UFO『Lights Out』を手本にしたという[6]。ヴァイカートは当時、この曲のおかげで「マイケルだか何だか、奴はまともに曲を作れると考えているのか?」等と批判された[6]。

LP盤は1曲目から5曲目までがA面、6曲目から9曲目がB面となっている。

## 演奏メンバー
- カイ・ハンセン：VRRR、GRRR
- マイケル・ヴァイカート：GRRR
- マーカス・グロスコフ：BRRR
- インゴ・シュヴィヒテンバーグ：DRRR

## ハロウィン／ウォールズ・オブ・ジェリコ／ジューダス
『ハロウィン／ウォールズ・オブ・ジェリコ／ジューダス』（Helloween/Walls Of Jericho/Judas）は、ドイツのヘヴィメタルバンド、ハロウィンのカイ・ハンセンのボーカル時代の楽曲を集めた、いわゆる企画アルバムである。オリジナル盤はノイズ・レコード、日本盤はビクターエンタテインメントから発売された。ジャケットなどは『Walls Of Jericho』のものを使用している。
1989年の日本盤リリース当初の物はボーナストラックとしてDon't Run For Coverが収録されていたが、1992年8月26日に再発売されたバージョンから収録されなくなった。
2006年（日本盤は同年2月22日）には、デジタルリマスター版のエクスバンデッド・エディションが発売された。その際、ボーナス・トラックを収録したCDを1枚追加した2枚組となった。

### 収録曲
曲の解説は他のアルバム・シングルの項目で解説しているため一部省略する。

#### オリジナル盤・エクスバンデッド・エディションDisc 1
1. スターライト　Starlight (5:17)
2. マーダラー　Murderer (4:20)
3. ウォリアー　Warrior (4:00)
4. ヴィクティム・オブ・フェイト　Victim Of Fate (6:37)
5. クライ・フォー・フリーダム　Cry For Freedom (6:02)
6. ウォールズ・オブ・ジェリコ　Walls Of Jericho (0:48)
7. ライド・ザ・スカイ　Ride The Sky (5:55)
8. レプタイル　Reptile (3:44)
9. ガーディアンズ　Guardians (4:19)
10. ファントムズ・オブ・デス　Phantoms of Death (6:34)
11. メタル・インヴェイダーズ　Metal Invaders (4:10)
12. ゴーガー　Gorgar (3:55)
13. ヘヴィ・メタル（イズ・ザ・ロー）　Heavy Metal (Is the Law) (4:00)
14. ハウ・メニー・ティアーズ　How Many Tears (7:15)
15. ジューダス　Judas (4:41)
16. ドント・ラン・フォー・カバー　Don't Run For Cover (4:48)
1989年版のボーナストラック。4thシングル「I Want Out」のc/w。

#### エクスバンデッド・エディションDisc 2
1. マーダラー（リミックス）　Murderer (Remix) (4:33)
コンピレーションアルバム『Treasure Chest』収録バージョン。
2. ライド・ザ・スカイ（リミックス）　Ride The Sky (Remix) (6:43)
コンピレーションアルバム『Treasure Chest』収録バージョン。
3. ライド・ザ・スカイ（ライヴ）　Intro / Ride The Sky (Live) (7:16)
1stシングル「Judas」c/w。
4. ガーディアンズ（ライヴ）　Guardians (Live) (4:26)
1stシングル「Judas」c/w。
5. オーンスト・オブ・ライフ　Oernst Of Life  (4:45)
（作詞・作曲：Weikath / 編曲：Helloween）
コンピレーションアルバム『Death Metal』より収録。
6. メタル・インヴェイダーズ　Metal Invaders (4:33)
コンピレーションアルバム『Death Metal』収録バージョン。
7. サプライズ・トラック　Surprise Track (2:07)
『Helloween』ピクチャーディスク収録曲。